# Sidmouth
Sidmouth ist eine Kleinstadt in der Grafschaft Devon, an der Ärmelkanalküste im Südwesten von England. Im Jahre 2001 hatte Sidmouth 14.400 Einwohner. Es gehört zum District East Devon.

## Lage
Sidmouth liegt circa 23 Kilometer östlich der Stadt Exeter, 14 Kilometer südlich von Honiton und 16 Kilometer nordöstlich von Exmouth.
Sidmouth liegt an der Mündung des kleinen Flusses Sid. Es fließt circa 10 Kilometer von Crowpits Covert durch Sidbury und Sidford bis zur Mündung am Ärmelkanal.

## Geschichte
Vorgeschichtliche Funde um Sidmouth sind die bronzezeitlichen Grabhügel am Gittisham Hill und auf der Broad Down-Anhöhe. Die Dorfsiedlung Sidbury geht auf sächsische Einwanderer zurück. Während Sidbury zum Besitz der Kathedrale von Exeter gehörte, kam das Fischerdorf Sidmouth früh an das Benediktinerkloster auf dem Mont-Saint-Michel. Durch eine Schenkung König Heinrichs V. ging der Ort später an die Abtei Syon des Brigittenordens (bei London). Nach der Aufhebung der Klöster unter Heinrich VIII. geriet Sidmouth an wechselnde Besitzer. Im Domesday Book erscheint der Ort als Sedemuda (=Mündung des Sid).
Zu Beginn des 13. Jahrhunderts wird bereits eine Pfarrkirche erwähnt. Um diese Zeit besaß der Ort auch schon Marktrecht. Im Spätmittelalter profitierte Sidmouth vom Weinhandel.
Versuche, den Ort durch die Anlage eines Hafens aufzuwerten, waren wegen der Ungunst der Lage erfolglos. In den Dreißigerjahren des 19. Jahrhunderts wurden noch einmal Anstrengungen unternommen, durch den Bau von Molen einen Hafen zu schaffen. Um die nötigen Steine herantransportieren zu können, wurde eigens eine Bahntrasse angelegt, die von der Esplanade über den Sid zum Kliff des Salcombe Hill führte – streckenweise in einem Tunnel (Spuren noch vorhanden). Auch dieses Projekt scheiterte.
Der im späten 18. Jahrhundert aufkommende Seebädertourismus der wohlhabenden Gesellschaftskreise kam auch Sidmouth zugute. Der Adel weilte in neu entstandenen Hotels oder baute sich komfortable Wohnsitze. Die dabei geschaffene, hauptsächlich auf die Regency-Epoche zurückgehende Architektur prägt bis heute das Ortsbild. Schon 1810 gab es über dem Strand eine mit einem Geländer versehene Promenade. 1835 bis 38 war die Esplanade im Bau.
Eine bei Feniton von der großen englischen Westbahn abzweigende Bahnlinie nach Sidmouth wurde 1874 eröffnet und 1967 aufgegeben. Das Bahnhofsgebäude ist noch erhalten. Zuvor konnte man Sidmouth mit der Postkutsche von London aus in 16 Stunden erreichen.
1912 wurde auf dem Salcombe Hill das Norman Lockyer Observatory and Planetarium errichtet.
Im August findet jedes Jahr am Strand das große Sidmouth Folk Festival statt.

## Die Regency-Architektur
Von besonders prägender Bedeutung für das Ortsbild ist die Architektur, die in den ersten Jahrzehnten des 19. Jahrhunderts entstanden ist. Es sind dies Bauten des Regency Style, der Spätphase des Georgian Style.
Charakteristisch für Regency-Häuser sind bow windows oder bay windows. Das bow window ist ein Fenstererker mit segmentförmigem Grundriss. Beim Riviera Hotel an der Esplanade sind es sogar halbrunde Standerker, die der Fassade vorgesetzt sind. Auch bay windows, die einen trapezförmigen Grundriss haben, sind häufig anzutreffen. Beliebt waren Balkone oder Veranden mit zierlichen schmiedeeisernen Geländern, manchmal spalierartig gestalteten Stützen (trellis) und zeltfömig geschwungenen Überdachungen. Hauseingängen ist oft ein Vorbau vorgesetzt mit dünnen Säulen oder spalierartigen Stützen und der gleichen Bedachung wie bei den Balkonen.
Der romantischen Mittelalterbegeisterung der Zeit (Scotts Romane!) verdankt die Regency Architektur den auch in Sidmouth häufig anzutreffenden Bezug zur Gotik. Eine ganze Anzahl von Häusern haben spitzbogige, pseudo-gotische Fenster und entsprechende Sprossen, das Royal Glen und ein Haus der Coburg Terrace sogar Zinnenbekrönungen. Dem Tudor Style entlehnt ist die oft zu sehende Traufleiste über Fenstern. der dripstone, ein an den Enden nach unten abknickendes Gesims über Fenstern. Über Spitzbogenfenstern ist es entsprechend gebogen und heißt drip mould oder drip hood. Sidmouths Regency-Gebäude sind alle stiltypisch hell, weiß oder hellbeige, verputzt und gestrichen.
Einige Beispiele: Ein sehr gutes Beispiel für die Regency-Architektur ist das Beach House an der Esplanade. Es war ursprünglich ein nüchterner Georgian Style-Bau, der um 1828 im Regency-Geschmack verändert wurde. Er bekam jetzt die gotisierenden, mit drip moulds versehenen Fenster, die Balkone mit zierlichen Gittern und eine zeltförmiger Überdachung über den bay windows, dazu vor dem Eingang einen typischen Vorbau mit dünnen toskanischen Säulen und einem Tudorbogen. Unter der Traufe wurde ein zierlicher Kielbogenfries angebracht.
Romantisch frei interpretiertes Mittelalter zeigt die Südfassade des Royal Glen von 1810 an der Glen Road. Das Riviera Hotel an der Esplanade mit seinen bow windows und einer später angefügten halbrunden Eingangshalle bestand ursprünglich aus drei Reihenhäusern (terrace houses). Solche terraced houses (Reihenhäuser) waren in der Regency-Zeit beliebt. Beispiele sind die Amyatt's Terrace (um 1817) und die Häuserzeile beim Royal York Hotel and Terrace. Die Häuser 1 bis 7, auch hier mit bow windows und überdachten Balkonen, entstanden um 1810, die folgenden, stilistisch angepassten, erst im 20. Jahrhundert. Am imposantesten ist die bereits 1794 begonnene Fortfield terrace, deren strenge georgianische Architektur um die Mitte des 19. Jahrhunderts durch die Anfügung überdachter Balkone im Regency Style aufgelockert wurde. Beim Bedford Hotel (neben dem Riviera Hotel) entspricht vor allem die hintere Westfassade dem Geschmack der Regency-Zeit.
Auch zur Regency-Architektur gehört das Cottage Revival, die neue Freude an schlichten, strohgedeckten, quasi dörflichen Behausungen. Ein sehr schönes Beispiel ist das pittoreske Pauntly Cottage an der Cotmaton Road, das zudem gotisierende Details zeigt. Auch am Anfang der Peak Hill Road stehen solche Cottages, wobei das Rock Cottage 1908 stark überarbeitet wurde.
Weitere beachtenswerte Regency-Anwesen sind u. a. Salcombe Lodge (um 1810), Claremont (1825), Cedar Shade oder die Häuser am Elysian Fields-Weg.

## Bauwerke
Die Pfarrkirche St. Giles or St. Nicolas besitzt noch den spätmittelalterlichen Turm aus dem 15. Jahrhundert. Ansonsten handelt es sich um ein neugotisches Bauwerk von 1859/60, in dem noch zwei Arkaden vom Vorgängerbau erhalten sind. Der alte Altarraum wurde gerettet und in der Nähe ziemlich originalgetreu als The Old Chancel (Perpendicular Style) wieder aufgebaut. Das Westfenster der Kirche ist eine Stiftung von Königin Victoria in Erinnerung an ihren in Sidmouth verstorbenen Vater.
Die Kirche All Saints ist ein sehr schlichter neugotischer Bau von 1837. Die Unitarian Chapel in der Nähe ist ein neugotisches Kirchlein von 1884. Die Katholische Kirche von 1935 ist ein sachlicher Sichtbacksteinbau in einem von der Romanik inspirierten Rundbogenstil. Im verputzten Innern sind nur einzelne Bauglieder aus Backstein, der Dachstuhl ist offen. Am deutlichsten auf die Romanik beziehen sich die Arkaden im Innern.
Das Victoria Hotel von 1903 ist ein Bau der edwardianischen Zeit, der auf die Üppigkeit der viktorianischen Architektur verzichtet, sachlicher wirkt, aber durchaus der Tradition verhaftet bleibt. Das Belmont Hotel besitzt noch das zinnenbewehrte Eingangstor von 1817. Das gegen Ende der viktorianischen Zeit entstandene Kingswood Hotel von 1891 kontrastiert mit der Regency Architektur, fügt sich aber gut in das Gesamtbild der Esplanade ein. Die gut gegliederte Fassade löst sich vom viktorianischen Historismus ohne den Bezug zur Tradition aufzugeben. Die arabeskenartigen Friese sind von der Arts and Crafts-Bewegung inspiriert. Das ursprünglich strohgedeckte Woodlands Cottage (1805), heute Hotel, zeigt alle Merkmale gotisierender Regency-Architektur und einen originellen üppigen Dekor von 1856 an drei Giebelchen.
Seit 1820 befand sich auf dem Gelände der heutigen Connaught Gardens ein Anwesen mit einem Landhaus. Nach mehrfachem Besitzerwechsel wurde es 1930 vom Sidmouth Urban District Council erworben, um eine Gartenanlage für die Öffentlichkeit anzulegen. Die Gestaltung nach Abbruch des Hauses lag in der Hand der Gartenbauabteilung des Gutes Dartington Hall. Eröffnet wurden die Gärten 1934 in Gegenwart des Herzogs von Connaught.
Das Zollhaus (Tollhouse) bei der Sidbrücke am Zugang zu den Byes besitzt den bei diesen Gebäuden üblichen klassizistischen Portikus. In der Nähe die Straßenfurt der Millford Street.

## Jurassic Coast
Die Küste und Klippen im Osten Devons sowie in Dorset am Ärmelkanal gehören zu den Naturwundern der Welt. Von Orcombe Point, im Westen, bis zu Old Harry Rocks, östlich von Studland Bay, erstreckt sich ein 155 Kilometer langer Küstenstreifen, der als erste Naturlandschaft in England von der UNESCO zum Weltnaturerbe erklärt wurde.
Sidmouth ist ein Gateway Town und der Kiesstrand ist Teil der sogenannten Jurassic Coast.
- siehe auch Liste der Orte entlang der Jurassic Coast

## Geologie
Der schematische Querschnitt (rechts unten) lässt andeutungsweise erkennen, dass das Schichtengebäude um Sidmouth – wie generell an der Jurassic Coast – leicht nach Westen hin ansteigt. Das hat zur Folge, dass entlang der Küste von Ost nach West immer ältere Schichten über dem Niveau des Meeresspiegels auftauchen. Eine Erweiterung des Querschnitts nach Osten bis Beer würde zum Beispiel zeigen, dass sich dort die Upper Greensands (s. u.) des High Peak-Gipfels noch auf Strandniveau befinden, während im Westen bei Exmouth viel ältere, bereits im Paläozoikum (Erdaltertum) entstandene permische Sandsteine erscheinen.
Die ältesten, etwa 250 Millionen Jahre alten Schichten im näheren Umland von Sidmouth stehen westlich der Ottermündung an (außerhalb des Querschnitts). Es sind dies die Sedimente der Budleigh-Salterton-Pebblebeds-Formation, Sandsteine mit mächtigen Kies- und Gerölllagen aus quarzitischem Material. Diese sind die Hinterlassenschaft eines stark verzweigten Flusssystems in einer wüstenartigen Landschaft, wobei die Schichtung der Gerölle einzelne Flussrinnen erkennen lässt. Der Ursprung dieser nach Norden entwässernden Flüsse lag im Gebiet von Nordfrankreich.
Entsprechend dem Schichtenfallen bilden dann die nächstjüngeren Sedimente das Kliff zwischen Ottermündung und Ladram-Bay. Auch diese braunroten, feinkörnigen, nur dünne Konglomeratlagen und da und dort Schrägschichtung aufweisenden, auch Fossilien (Fragmente von Rhynchosauriern) führenden Sandsteine der Otter-Sandstone-Formation gehen auf vielarmige nach Norden und Nordosten entwässernde Flüsse in einer immer noch wüstenhaften Landschaft zurück. Abgelagert wurden diese Sedimente vor etwa 245 Mio. Jahren. Unter dem Peak Hill taucht die Otter-Sandstone-Formation unter Strandniveau ab. Eine Nord-Süd-Verwerfung im Sidtal sorgt für eine geringe Anhebung der Schichten östlich der Jacob's Ladder, sodass die Otter Sandstone Formation noch einmal unter den Connaught Gardens und am Fuße des Salcombe-Hill bei der Sidmündung ansteht.
Über dem Otter Sandstone folgen die weicheren, nur undeutlich geschichteten Sedimente der Mercia-Mudstone-Group. Sie bilden die höheren Hangpartien des High Peak und den größten Teil des Peak Hill- und des Salcombe Hill-Kliffs. Sie bestehen hauptsächlich aus braunrotem, tonig/mergeligem und schluffigem Material. Entstanden sind diese Sedimente bei trocken-heißem Klima in seichten, temporären Seebecken, wobei gelegentliche massive Überflutungen (Schichtfluten) vorkamen. Am High Peak Hill-Kliff weist die schwächere Böschung des oberen Kliffs und am Hang das Einsetzen der Bewaldung deutlich auf die weicheren Mercia Mudstones hin.
Über der Mercia Mudstone Group folgen, die Gipfelpartien von Peak Hill und Salcombe Hill bildend, nun nicht, wie zu erwarten, Jurasedimente, sondern viel jüngere erst vor etwa 100 Mio. Jahren entstandene Ablagerungen der Kreidezeit, die Upper Greensands. Es gibt hier also eine erhebliche Sedimentlücke, die dadurch zu erklären ist, dass die einst auch hier abgelagerten Juraschichten und sogar noch ein Teil der Kreidesedimente über einen langen Zeitraum der Abtragung ausgesetzt waren. Die Upper Greensands bestehen aus fein- bis sehr feinkörnigen, graugrünen, bräunlich verwitternden Sandsteinen marinen Ursprungs. Gut zu sehen sind die Upper Greensands am Higher Dunscombe Cliff östlich Sidmouth.
Die über den Upper Greensands folgenden Kreidekalke (Chalk), die in der tieferen, also geschützteren tektonischen Lage bei Beer, gut erhalten, das weiße Kliff bilden, sind um Sidmouth weitgehend der Abtragung zum Opfer gefallen. Sie lagern nur geringmächtig auf dem Peak Hill und dem Salcombe Hill, etwas mächtiger auf dem Dunscombe Cliff.
Bedeckt sind die Upper Greensands (und die Kreidekalkschicht) von einer Feuersteinbrocken enthaltenden Lehmschicht, die den Verwitterungsrückstand der einst auch hier lagernden höheren Kreideschichten bildet.
Die Kliffs um Sidmouth werden von der Küstenerosion stark angegriffen. Immer wieder ereignen sich Hangrutschungen und Felsstürze. Der Küstenpfad am Westhang des Salcombe Hill musste mehrfach zurückverlegt werden. Grundstücke über der Steilküste sind dauerhaft bedroht. Beispielsweise ist neuerdings (November 2024) nach dem Absturz von Upper Greensands und Mercia Mudstones die Kliffkante auf knapp 10 Meter an ein historisches Anwesen (das Peak Cottage) an der Peak Hill Road herangerückt.
Der Begriff Jurassic Coast trifft streng genommen auf die Umgebung von Sidmouth nicht zu, da hier nur Schichten der Trias und der Kreide vorkommen.

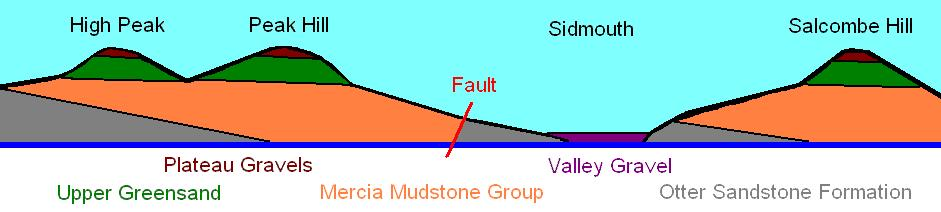
Geologie der Küste bei Sidmouth

Die Trias-Gliederung (Buntsandstein, Muschelkalk Keuper), wie man sie in Mitteleuropa kennt, lässt sich mit einigen Abstrichen auf die Sedimentfolge um Sidmouth übertragen. Der Buntsandstein findet seine Entsprechung in den Budleigh Salterton Pebble Beds (alte englische Bezeichnung Bunter Sandstone), die Mercia Mudstones entsprechen dem Keuper (alte englische Bezeichnung Keuper Marls). Etwa zur Entstehungszeit der terrestrischen Otter Sandstone Formation dehnte sich in Mitteleuropa das Muschelkalkmeer aus.

## Söhne und Töchter der Gemeinde
- William Stevenson Hoyte (1844–1917), Organist, Komponist und Musikpädagoge
- Bruce Hamilton (1857–1936), General der British Army
- Owen Bates (* 2002), Dartspieler

## Varia
1819 weilte der Duke of Kent mit seiner Gemahlin und seinem sieben Monate alten Töchterchen, der späteren Queen Victoria, im Woolbrook Cottage (heute das Royal Glenn Hotel). Eine bei einer Wanderung zugezogene Erkältung führte zu einer Lungenentzündung, an der er kurze Zeit danach in Sidmouth verstarb.
Von der auch in Deutschland gern gelesenen Autorin Jane Gardam (Spiegel-Bestseller: Mädchen auf den Felsen) stammen The Sidmouth Letters (deutsch: Die geheimen Briefe), in denen sie sich mit Jane Austen befasst.
Sir Conan Doyle, der Verfasser der Sherlock Holmes Romane, hielt sich, mit Vorliebe Cricket spielend, 1902 und 1903 in Sidmouth auf.
Die bedeutende englische Dichterin des viktorianischen Zeitalters Elizabeth Barrett Browning, von der sogar Rainer Maria Rilke Sonette übersetzte, weilte 1833 in Sidmouth.
An der wohlerhaltenen Regency-Sea Front wurden Szenen der Filme Vanity Fair (Jahrmarkt der Eitelkeit, 2004) und Summer Story (Geschichte eines Sommers, 1988) gedreht.